# رويال رامبل (2025)
رويال رامبل 2025، الذي تم الترويج له أيضًا تحت اسم "رويال رامبل: إنديانابوليس"، كان حدثًا للمصارعة المحترفة نظمته WWE. يُعتبر هذا الحدث النسخة السنوية الثامنة والثلاثين من رويال رامبل، وقد أقيم يوم السبت، 1 فبراير 2025، في ملعب لوكاس أويل في إنديانابوليس، إنديانا، ليكون أول حدث رويال رامبل لا يُعقد خلال شهر يناير. تم بث الحدث عبر البث المدفوع (PPV) والبث المباشر، وضم مصارعين من جميع أقسام العلامات التجارية الثلاثة لـ WWE. كان هذا الحدث أول بث مدفوع وبث مباشر لـ WWE يُعرض على نيتفليكس في معظم الأسواق خارج الولايات المتحدة، بعد اندماج شبكة WWE تحت خدمة نيتفليكس في يناير 2025، كما كان أول رويال رامبل يُعقد في ملعب تابع للدوري الوطني لكرة القدم الأمريكية (NFL).
يتمحور الحدث حول مباراة رويال رامبل، حيث يحصل الفائز تقليديًا على فرصة التحدي على لقب عالمي في حدث راسلمينيا لهذا العام. بالنسبة لحدث 2025، حصل الفائزون في مباراتي الرجال والنساء على خيار التحدي لأي لقب في راسلمينيا 41. بإمكان الفائز في مباراة الرجال اختيار التحدي إما على لقب بطولة العالم للوزن الثقيل التابع لـ رو أو لقب بطولة WWE الموحدة التابع لـ سماكداون، بينما كان للفائزات في مباراة النساء الاختيار بين لقب بطولة العالم للنساء التابع لـ رو ولقب بطولة WWE للنساء التابع لـ سماكداون. فازت شارلوت فلير من سماكداون بمباراة النساء، التي كانت المباراة الافتتاحية، لتصبح أول امرأة تفوز بمباراتي رويال رامبل، بعد فوزها الأولى في عام 2020. بينما فاز جاي أوسو من رو بمباراة الرجال، التي كانت المباراة الرئيسية للحدث. في مباراة النساء، سجلت روكسان بيريز من NXT رقمًا قياسيًا لأطول وقت قضته في مباراة رويال رامبل نسائية واحدة، حيث استمرت ساعة و سبع دقائق و 47 ثانية، بينما سجلت نايا جاكس رقمًا قياسيًا لأكبر عدد من الإقصاءات في مباراة رويال رامبل نسائية واحدة بتسع إقصاءات. كما سجلت مباراة الرجال رقمًا قياسيًا لأطول مباراة رويال رامبل على الإطلاق، حيث استمرت ساعة و 20 دقيقة و 15 ثانية.
بالإضافة إلى مباراتي رويال رامبل، تم خوض مباراتين أخريين، وكانتا من أجل ألقاب تابعة لـ سماكداون. في المباراة الأولى، فاز فريق #DIY (جوني غارغانو وتوماسو تشيامبا) على فريق ذا موتور سيتي ماشين غونز (أليكس شيللي وكريس سابين) بنتيجة 2–1 في مباراة سقوطان من أصل ثلاث للاحتفاظ بلقب بطولة WWE للفرق الثنائية، بينما فاز كودي رودز على كيفن أوينز في مباراة سلم للاحتفاظ بلقب بطولة WWE الموحدة. شهد الحدث أيضًا عودة شارلوت فلير، أليكسا بليس، نيكي بيلا، إي جي ستايلز، وتريش ستراتس، بالإضافة إلى أول مباراة لـجوردين غريس، المصارعة السابقة في TNA، تحت عقد مع WWE، وظهور بطل العالم لـTNA جو هندري. كما كان هذا الحدث آخر ظهور لجون سينا في رويال رامبل بسبب اعتزاله المصارعة المحترفة في نهاية عام 2025.

## الإنتاج

### الخلفية

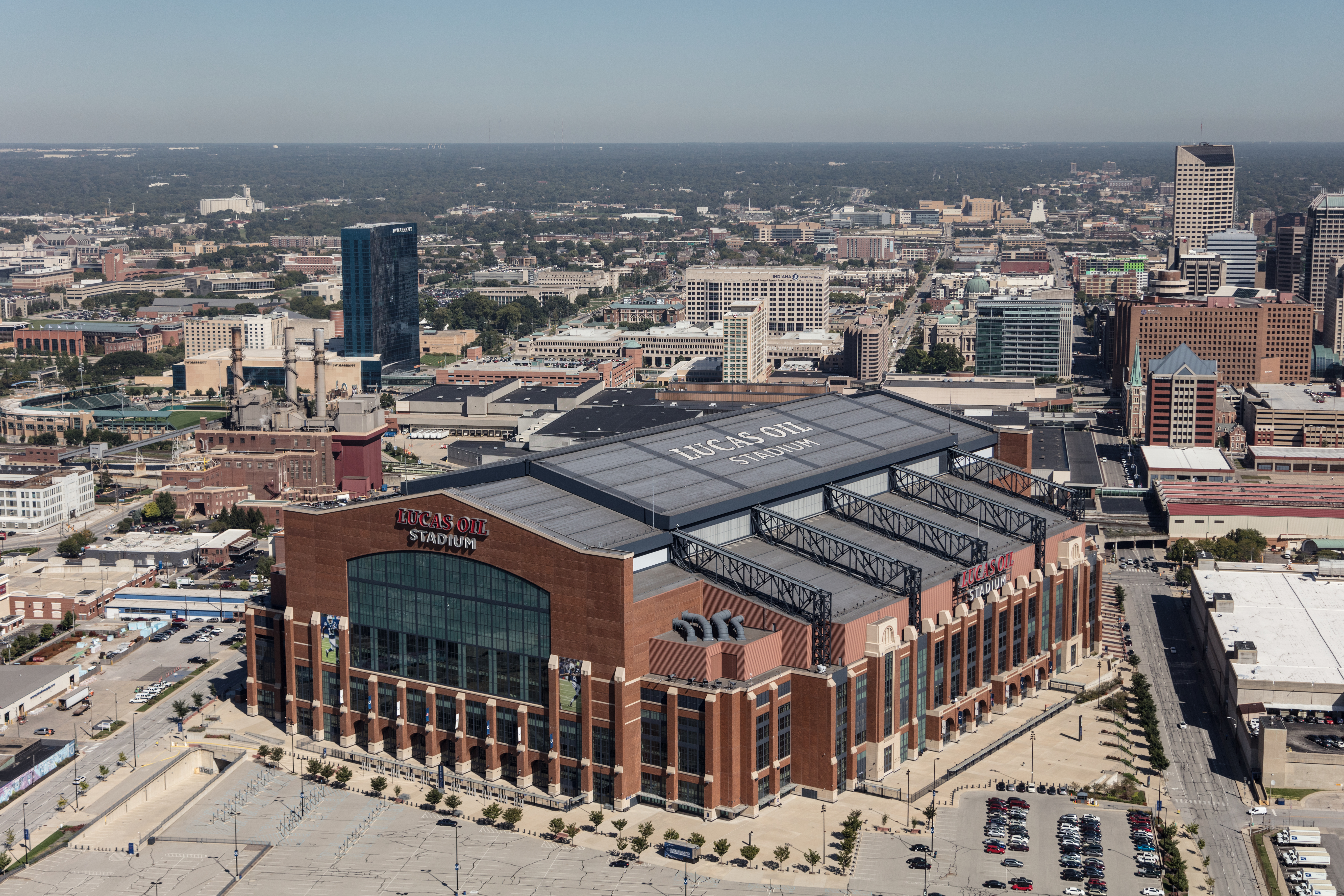
أقيم الحدث في ملعب لوكاس أويل في إنديانابوليس بولاية إنديانا، وكان أول رويال رامبل يستضيفه ملعب خاص بـاتحاد كرة القدم الأميركية.

رويال رامبل هو حدث مصارعة محترفة سنوي يُعقد تقليديًا في شهر يناير من قبل WWE منذ عام 1988. يُعتبر هذا الحدث واحدًا من أكبر خمسة أحداث سنوية للشركة، إلى جانب راسلمينيا، سمرسلام، سرفايفر سيريس، وماني إن ذا بانك، والتي تُعرف مجتمعة باسم "الخمسة الكبار". يقوم مفهوم الحدث حول مباراة رويال رامبل، وهي نسخة معدلة من مباراة باتل رويال، حيث يدخل المشاركون في فترات زمنية محددة بدلًا من بدء الجميع في الحلبة في نفس الوقت.
منذ بداية الحدث في عام 1988 وحتى حدث عام 2024، كان رويال رامبل يُعقد سنويًا في أواخر يناير. في 24 يونيو 2024، أعلنت WWE عن شراكة مع شركة إنديانا الرياضية، والتي ستشهد إقامة رويال رامبل 2025، بالإضافة إلى حدثي راسلمينيا وسمرسلام مستقبليين، في ملعب لوكاس أويل في إنديانابوليس، إنديانا، مما جعله أول رويال رامبل يُعقد في ملعب تابع للدوري الوطني لكرة القدم الأمريكية (NFL). تم الإعلان عن موعد النسخة الثامنة والثلاثين من رويال رامبل ليوم السبت، 1 فبراير 2025، ليكون أول رويال رامبل يُعقد خارج شهر يناير. ضم الحدث بشكل أساسي مصارعين من علامتي رو وسماكداون، مع مشاركة عدد قليل من مصارعي NXT، والمصارعين المخضرمين، ومدخلين مفاجئين آخرين في مباريات رويال رامبل. بدأ بيع التذاكر في 15 نوفمبر 2024. الأغنية الرسمية للحدث كانت "Von Dutch" لـتشارلي إكس سي إكس.
تضم مباراة رويال رامبل عادةً 30 مصارعًا، ويحصل الفائز تقليديًا على فرصة التحدي على لقب عالمي في حدث راسلمينيا لذلك العام. بالنسبة لعام 2025، كان بإمكان الرجال والنساء اختيار أي لقب عالمي للتحدي عليه في راسلمينيا 41؛ حيث كان بإمكان الرجال الاختيار بين لقب بطولة العالم للوزن الثقيل التابع لـ رو أو لقب بطولة WWE الموحدة التابع لـ سماكداون، بينما كان للنساء الاختيار بين لقب بطولة العالم للنساء التابع لـ رو ولقب بطولة WWE للنساء التابع لـ سماكداون.

### منافذ البث
بالإضافة إلى البث التقليدي عبر البث المدفوع (PPV) حول العالم، كان الحدث متاحًا للبث المباشر على بيكوك في الولايات المتحدة، ونيتفليكس في معظم الأسواق الدولية، وشبكة WWE في أي دول أخرى لم تنتقل بعد إلى نيتفليكس بسبب عقود سابقة. كان هذا أول رويال رامبل، وأول حدث PPV وبث مباشر لـWWE، يُبث مباشرة على نيتفليكس بعد اندماج شبكة WWE تحت الخدمة في يناير 2025 في تلك المناطق.
في 9 يناير 2025، أعلنت WWE عن صفقة متعددة السنوات مع Cosm، حيث سيتم بث أحداث PPV والبث المباشر المختارة لـWWE من قباب ثنائي باعث للضوء (LED) التفاعلية التي يبلغ قطرها 87 قدمًا التابعة لـCosm، والتي تتواجد في لوس أنجلوس، كاليفورنيا ودالاس، تكساس (على غرار Sphere في لاس فيغاس). كان أول حدث لـWWE يُبث من قباب Cosm هو رويال رامبل 2025.

### سير الحبكات الدرامية
تضمن الحدث مباريات نتجت عن حبكات درامية مكتوبة. تم تحديد النتائج مسبقًا من قبل كُتاب WWE في علامتي رو و سماكداون، بينما تم تطوير الحبكات الدرامية في البرامج التلفزيونية الأسبوعية لـWWE، وهي رو يوم الإثنين وسماكداون يوم الجمعة.
في 13 نوفمبر 2024، أُعلن أن جون سينا سيشارك في رويال رامبل، مما سيجعله آخر ظهور له في هذا الحدث، حيث أعلن سينا في حدث ماني إن ذا بانك 2024 أنه سيعتزل المصارعة في نهاية عام 2025. خلال العرض الأول لـ رو على نيتفليكس في 6 يناير 2025، أعلن سينا أنه سيتنافس في مباراة رويال رامبل لمحاولة الفوز بفرصة التحدي على لقبه العالمي السابع عشر في راسلمينيا 41.
في حدث باد بلود في أكتوبر 2024، وضع كودي رودز، بطل WWE الموحد، خلافاته جانبًا مع منافسه القديم رومان رينز لمواجهة ذا بلودلاين (سولو سيكوا وجيكوب فاتو)، حيث فاز رودز ورينز بالمباراة. بعد الحدث، التقط المشجعون لقطات لـ كيفن أوينز وهو يتشاجر مع رودز في موقف السيارات أثناء دخوله إلى حافلته، مما أدى إلى هجوم أوينز على رودز، مما جعله شخصية شريرة (هيل). اعتبر أوينز أن تحالف رودز مع رينز خيانة بسبب خلافاته السابقة مع رينز وعائلة ذا بلودلاين الأصلية. في النهاية، واجه رودز وأوينز بعضهما في حدث الجدث الرئيسي لأيام السبت في 14 ديسمبر على اللقب، وبسبب الطابع الرجعي للثمانينيات في الحدث، ارتدى رودز حزام بطولة WWE من طراز النسر المجنح. خلال المباراة، قام أوينز بتنفيذ حركة ستنر على رودز وثبته، واستمر العد لأكثر من 3 ثوانٍ، لكن الحكم كان قد أُصيب بالخطأ خارج الحلبة عندما نفذ أوينز الحركة. بينما كان الحكم لا يزال غير قادر على الحركة، أمسك أوينز كرسيًا وحاول مهاجمة رودز، لكن رودز استولى على الكرسي ونفذ حركة كروس رودز على أوينز فوق الكرسي. استعاد الحكم وعيه وعد التثبيت بعد ذلك، مما أدى إلى احتفاظ رودز باللقب. بعد انتهاء البث، هاجم أوينز رودز بحركة باكيج بيديغري وسرق حزام النسر المجنح، مدعيًا أنه "البطل الحقيقي". في حلقة 27 ديسمبر من سماكداون، طلب المدير العام لسماكداون نيك ألديس من أوينز إعادة الحزام أو سيتم فصله. قال أوينز إنه سيعيده فقط إذا حصل على مباراة إعادة ضد رودز. رفض ألديس الطلب وقال إنه غير قابل للتفاوض. تدخل رودز وأعلن أنه لا يريد من أوينز إعادته، بل يريد فرصة للانتقام منه واستعادته بنفسه، مما دفعه لتحدي أوينز إلى مباراة إعادة من نوع مباراة السلم في رويال رامبل، مع تعليق كل من حزام WWE الموحد وحزام النسر المجنح فوق الحلبة، وهو ما جعله ألديس رسميًا على مضض.
بعد خسارة لقب بطولة WWE للفرق الثنائية في أغسطس 2024، تعهد فريق #DIY (توماسو تشيامبا وجوني غارغانو) بفعل أي شيء لاستعادة اللقب. ومع ذلك، خلال هذه الفترة، ظهرت علامات خلاف بين تشيامبا وغارغانو حيث أصبح الأول أكثر عدوانية. في حلقة 15 نوفمبر من سماكداون، قاطع تشيامبا مباراة على اللقب بين ذا ستريت بروفيتس (أنجيلو دوكينز ومونتيز فورد) والفريق البطل ذا موتور سيتي ماشين غونز (أليكس شيللي وكريس سابين)، وهاجم كلا الفريقين بينما حاول غارغانو تهدئته، مما أثار المزيد من التكهنات حول الخلاف داخل الفريق. في حلقة 6 ديسمبر، فاز #DIY على ذا موتور سيتي ماشين غونز لاستعادة اللقب بعد أن قام غارغانو بضربة غير قانونية لسابين، مما كشف أن الخلاف كان خدعة، وحول كلا الرجلين إلى شخصيات شريرة. جرت مباراة إعادة بين الفريقين في حلقة 3 يناير 2025، لكن المباراة انتهت بدون نتيجة بعد تدخل شجار بين لوس جارزا (أنجيل وبيرتو) وبريتلي ديدلي (إلتون برينس وكيت ويلسون) في الحلبة. في حلقة 17 يناير، هزم ذا موتور سيتي ماشين غونز فريق لوس جارزا، ثم هزموا بريتلي ديدلي في الأسبوع التالي. في تلك الليلة، أعلن ذا موتور سيتي ماشين غونز أن #DIY سيدافع عن اللقب ضدهم في رويال رامبل في مباراة سقوطان من أصل ثلاثة، وهو ما تم إقراره رسميًا.

## الحدث

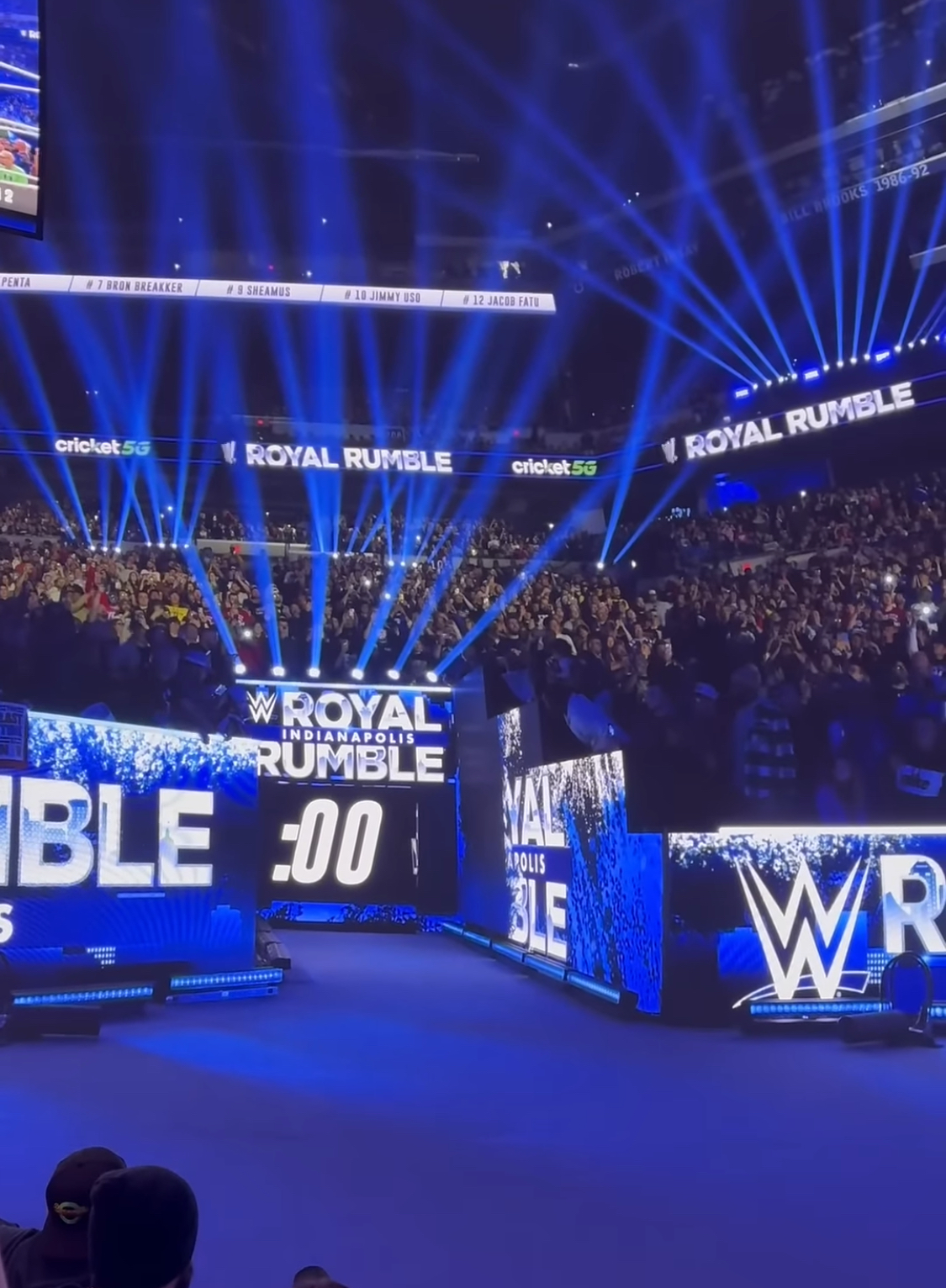
منصة رويال رامبل

| الدور:                  | الإسم:           |
| ----------------------- | ---------------- |
| معلقين اللغة الإنجليزية | مايكل كول        |
| معلقين اللغة الإنجليزية | بات ماكافي       |
| معلقين اللغة الإنجليزية | وايد باريت       |
| معلقين اللغة الإسبانية  | مارسيلو رودريغيز |
| معلقين اللغة الإسبانية  | جيري سوتو        |
| مُذيع الحلبة             | اليسيا تايلور    |
| الحكام                  | دانيلو انفيبيو   |
| الحكام                  | شون بينيت        |
| الحكام                  | جيسيكا كار       |
| الحكام                  | دان إنغلر        |
| الحكام                  | دافاني لاشون     |
| الحكام                  | إيدي أورينجو     |
| الحكام                  | تشاد باتون       |
| الحكام                  | تشارلز روبنسون   |
| الحكام                  | ريان تران        |
| الحكام                  | رود زاباتا       |
| المحاورون               | كاثي كيلي        |
| المحاورون               | بايرون ساكستون   |
| فريق التحليل قبل العرض  | جاكي ريدموند     |
| فريق التحليل قبل العرض  | بيج إي           |
| فريق التحليل قبل العرض  | جو تيسيتوري      |
| فريق التحليل قبل العرض  | بيتر روزنبرغ     |
| فريق التحليل قبل العرض  | بوبا راي دادلي   |

### المباريات التمهيدية

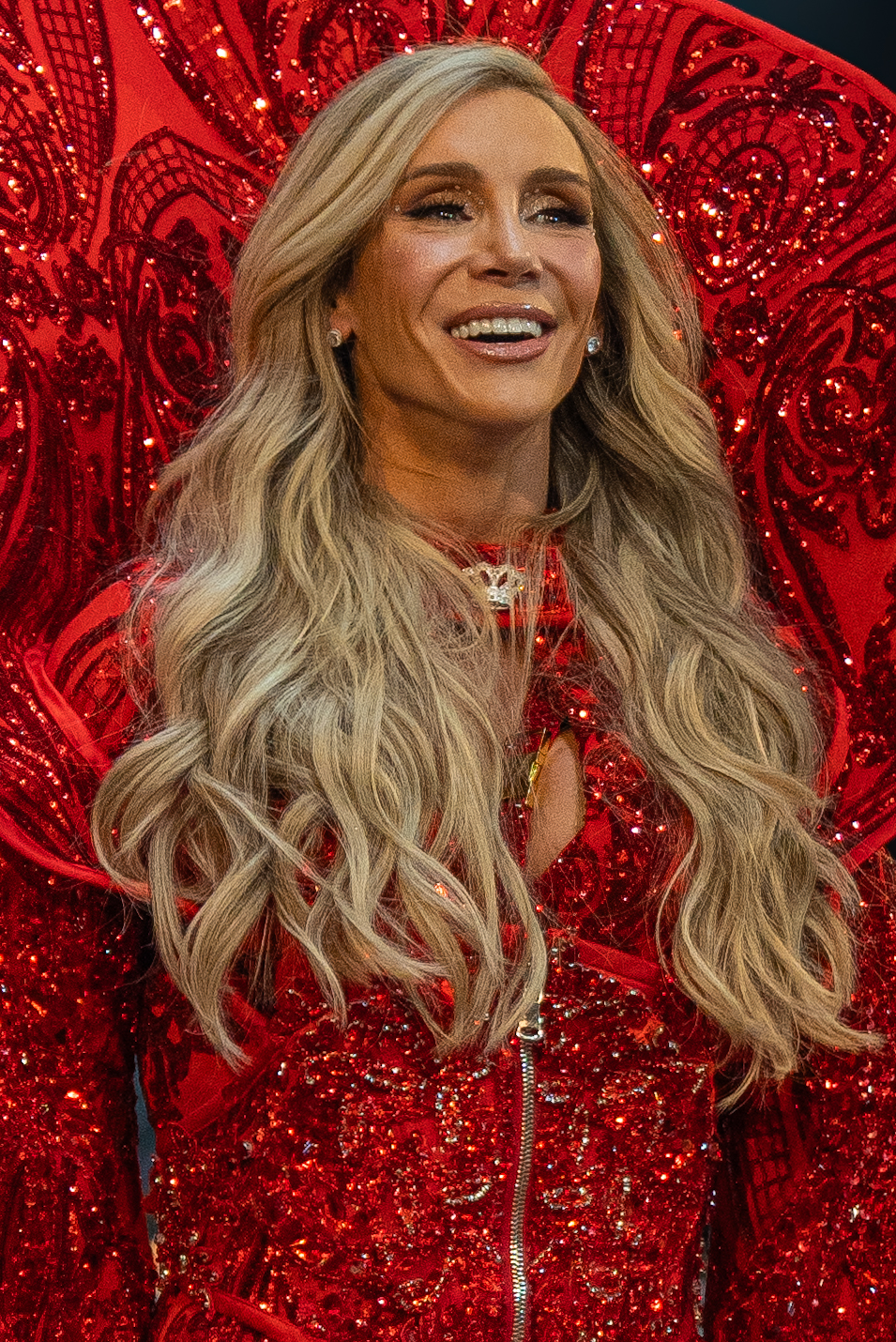
أصبحت شارلوت فلير أول امرأة تفوز مباراة رويال رامبل أكثر من مرة بعد فوزها الثاني في مباراة رويال رامبل النسائية لعام 2025.

بدأ العرض المدفوع بمباراة رويال رامبل للنساء. بدأت إيو سكاي وليف مورغان المباراة كمصارعتين رقم 1 و2 على التوالي. شارك في المباراة عدة مصارعات من NXT: روكسان بيريز (#3)، لاش ليجيند (#9)، جايدا باركر (#16)، ستيفاني فاكير (#24)، وبطلة NXT للنساء جوليا (#28). كما شاركت في المباراة بطليتا العلامتين الثانويتين: بطلة القارات من رو لايرا فالكيريا (#4) وبطلة الولايات المتحدة من سماكداون تشيلسي غرين (#5). شاركت أيضًا المصارعة السابقة في TNA جوردين غريس، التي وقعت عقدًا متعدد السنوات مع WWE، كمشاركة رقم 19، مما جعلها أول مباراة رسمية لها كمصارعة في WWE. شهدت المباراة أيضًا عودة عدة مصارعات: أليكسا بليس (#21)، التي كانت في إجازة أمومة لمدة عامين، وشارلوت فلير (#27)، التي أُعلن عن عودتها قبل أسبوعين في سماكداون، بالإضافة إلى عضوات قاعة مشاهير WWE تريش ستراتس (#25) ونيكي بيلا (#30). سجلت نايا جاكس (#29) رقمًا قياسيًا لأكبر عدد من الإقصاءات في مباراة رويال رامبل نسائية واحدة بتسع إقصاءات، حيث أقصت سكاي، مورغان، بطليتا WWE للفرق الثنائية بيانكا بيلير (#10) وناومي (#15)، زيلينا فيغا (#22)، فاكير، ستراتوس، راكيل رودريغيز (#26)، وبيلا. كان النهائي الأربعة هم فلير، بيلا، بيريز، وجاكس. في اللحظات الأخيرة، بعد أن أقصت جاكس بيلا، أقصت فلير جاكس. ثم أقصت فلير بيريز لتفوز بالمباراة، مما أكسبها فرصة التحدي على لقب عالمي في راسلمينيا 41، لتصبح أول امرأة تفوز بمباراتي رويال رامبل، بعد فوزها الأولى في عام 2020. كما سجلت بيريز رقمًا قياسيًا لأطول وقت قضته في مباراة رويال رامبل نسائية واحدة، حيث استمرت ساعة و 7 دقائق و 47 ثانية.
بعد ذلك، دافع فريق #DIY (توماسو تشيامبا وجوني غارغانو) عن لقب بطولة WWE للفرق الثنائية ضد فريق ذا موتور سيتي ماشين غونز (أليكس شيللي وكريس سابين) في مباراة سقوطان من أصل ثلاثة. حصل #DIY على السقطة الأولى بعد أن ثبت تشيامبا شيللي بعد ضربة ركبة جارية. عادل ذا موتور سيتي ماشين غونز النتيجة بعد أن ثبت شيللي غارغانو بعد حركة Skull and Bones. بينما كان ذا موتور سيتي ماشين غونز يستعدان لتكرار الحركة، ظهر شخصان يرتديان أغطية للرأس، مما سبب تشتيتًا سمح لـ#DIY بتنفيذ حركة Meet in the Middle، وثبت تشيامبا شيللي للاحتفاظ بالألقاب. بعد المباراة، كشف ذا ستريت بروفيتس (أنجيلو دوكينز ومونتيز فورد) أنهما الشخصان اللذان يرتديان الأغطية، وهاجما كلا الفريقين.
في المباراة قبل الأخيرة، دافع كودي رودز عن لقب بطولة WWE الموحدة ضد كيفن أوينز في مباراة سلم، مع تعليق كل من حزام WWE الموحد وحزام النسر المجنح فوق الحلبة. خلال المباراة، حاول أوينز تنفيذ حركة Package Piledriver، لكن رودز صدها وأسقط أوينز على سلم. نفذ أوينز حركة Fisherman's Buster Suplex على رودز فوق سلم ممتد داخل الحلبة، مما أخرج كلا الرجلين من التركيز بينما خرج المسؤولون، بالإضافة إلى سامي زين، للاطمئنان عليهما. استمر الاثنان حتى حاول أوينز تنفيذ حركة Package Piledriver أخرى على طاولة التعليق، لكن رودز صدها وأسقط أوينز عبر سلم ممتد بحركة Alabama Slam. ثم تسلق رودز السلم وفك كلا الحزامين ليحتفظ باللقب.

### الحدث الرئيسي

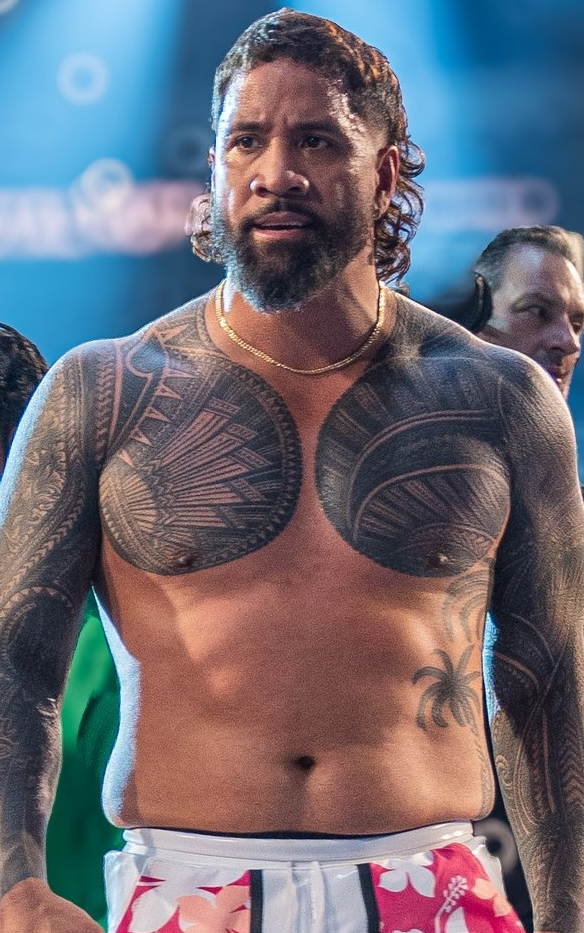
فاز جاي أوسو بمباراة رويال رامبل للرجال.

كانت المباراة الرئيسية هي مباراة رويال رامبل للرجال. بدأ ري ميستيريو وبينتا المباراة كمشاركين رقم 1 و2 على التوالي. دخل أكيرا توزاوا كمدخل رقم 8، لكنه تعرض لهجوم من كارميلو هايز (#4)، الذي كان قد أُقصي للتو؛ تم نقل توزاوا إلى الخلف واعتباره غير قادر على المنافسة، وتم استبداله بـاليوتيوبر والمغني أي شو سبيد. دخل سبيد المباراة، لكنه تعرض لضربة سبير من بطل القارات برون بريكر (#7) وتم إقصاؤه. دخل بطل TNA العالمي جو هندري (#15) كمفاجأة في المباراة. دخل رومان رينز كمشارك رقم 16 وأقصى بريكر، شيمس (#9)، هندري، وذا ميز (#14). دخل درو ماكنتاير كمشارك رقم 17، ودخل بطل الولايات المتحدة شينسوكي ناكامورا كمشارك رقم 19. عاد إيه جيه ستايلز من الإصابة كمشارك رقم 21. دخل براون سترومان كمشارك رقم 22 وذهب مباشرة لمواجهة جايكوب فاتو (#12). أقصى سترومان فاتو قبل أن يتم إقصاؤه من قبل جون سينا، الذي دخل كمشارك رقم 23. مع وجود مواجهة بين رينز وسينا في الحلبة، دخل سي إم بانك كمشارك رقم 24، وحدثت مواجهة ثلاثية بينهم حتى دخل سيث "فريكن" رولينز كمشارك رقم 25. كان لوجان بول المشارك الأخير كمشارك رقم 30. مع سقوط الجميع، حاول رينز ورولينز إقصاء بعضهما البعض، لكن بانك تسلل من الخلف وأقصاهما معًا. كان النهائي الأربعة هم بانك، سينا، بول، وجاي أوسو (#20). أقصى بول بانك. خارج الحلبة، نفذ رولينز حركة Curb Stomp على رينز، ثم بدأ بمهاجمة بانك بينما حاول المسؤولون تفريق الرجال الثلاثة. نفذ رولينز حركة Curb Stomp ثانية على رينز على السلالم الحديدية قبل أن يغادر من جانب الحلبة. بينما كان سينا يحاول تنفيذ حركة Attitude Adjustment على بول، نفذ جاي حركة Superkick على بول، ثم أتبعه سينا بحركة Clothesline أخرجت بول من الحلبة. كان سينا وأوسو يتصارعان على الحافة بعد تجاوز الحبل العلوي. نفذ جاي حركة Superkick على سينا، الذي تمسك بالحبال. حاول سينا تنفيذ حركة Attitude Adjustment، لكن جاي هبط بقدميه في الحلبة ثم دفع سينا خارج الحافة ليفوز بالمباراة، مما أكسبه فرصة التحدي على لقب عالمي في راسلمينيا 41. بزمن قدره ساعة و 20 دقيقة و 15 ثانية، أصبحت هذه المباراة أطول مباراة رويال رامبل على الإطلاق.

## ما بعد الحدث
خلال العرض التالي لـرويال رامبل، أعلن جون سينا أنه سيشارك في مباراة إليمينيشن تشامبر للرجال في حدث إليمينيشن تشامبر: تورونتو، حيث ستكون هذه آخر فرصة له للتنافس على لقب عالمي في الحدث الرئيسي لـراسلمينيا.

### رو
بعد ظهوره في كل من رو و سماكداون خلال الأسبوع التالي لاتخاذ قراره، تعرض فائز رويال رامبل للرجال 2025 جاي أوسو لهجوم من قبل بطل العالم للوزن الثقيل غونثر في حلقة 10 فبراير من رو. أعلن أوسو لاحقًا أنه سيواجه غونثر على لقب بطولة العالم للوزن الثقيل التابع لـ رو في راسلمينيا 41، مما أعد لمباراة إعادة من حدث الحدث الرئيسي لأيام السبت 38.
بعد ظهورها في حلقات رو، NXT، و سماكداون خلال الأسبوع التالي، واجهت فائزة رويال رامبل للنساء 2025 شارلوت فلير تيفاني ستراتون بعد دفاع الأخيرة عن لقبها في حلقة 14 فبراير من سماكداون، وأعلنت أنها اختارت التحدي على لقب بطولة WWE للنساء التابع لـ سماكداون في راسلمينيا 41.

## النتائج
| رقم | النتيجة | الشروط                                                                                  | الوقت    |
| --- | --- | --------------------------------------------------------------------------------------- | -------- |
| 1   | شارلوت فلير فازت عن طريق إقصاء روكسان بيريز كآخر مشاركة                                                        | مباراة رويال رامبل مؤلفة من 30 إمرأة للظفر بمباراة على بطولة عالمية في راسلمينيا 41     | 01:10:20 |
| 2   | #DIY (جوني غارغانو وتوماسو تشامبا) (ب) فازو على ذا موتور سيتي ماشين غونز (أليكس شيللي و كريس سابين) بنتيجة 2-1 | مباراة سقوطان من أصل ثلاث على بطولة بطولة WWE للفرق الثنائية                            | 14:00    |
| 3   | كودي رودز (ب) فاز على كيفن أوينز                                                                               | مباراة سلم على بطولة WWE الموحدة البطولة "الموحدة" و "النسر المجنح" معلقتان أعلى الحلبة | 25:05    |
| 4   | جاي أوسو فاز عن طريق إقصاء جون سينا كآخر مشارك                                                                 | مباراة رويال رامبل مؤلفة من 30 رجل للظفر بمباراة على بطولة عالمية في راسلمينيا 41       | 1:20:15  |

### مشاركة وإقصاءات مباراة رويال رامبل للنساء
– رو
  – سماكداون
  – NXT
  – عضو قاعة المشاهير (HOF)
  – غير مصنف
  – الفائز
| رقم الدخول | المشارك        | العلامة/الحالة | ترتيب الإقصاء | أقصي بواسط                           | الوقت   | عدد الإقصاءات |
| ---------- | -------------- | -------------- | ------------- | ------------------------------------ | ------- | ------------- |
| 1          | آيو سكاي       | رو             | 21            | نايا جاكس                            | 1:06:45 | 1             |
| 2          | ليف مورغان     | رو             | 24            | نايا جاكس                            | 1:07:00 | 2             |
| 3          | روكسان بيريز   | NXT            | 29            | شارلوت فلير                          | 1:07:47 | 1             |
| 4          | لايرا فالكيريا | رو             | 2             | أيفي نايل                            | 16:13   | 0             |
| 5          | تشيلسي غرين    | سماكداون       | 9             | بيبر نيفن                            | 26:52   | 2             |
| 6          | بي-فاب         | سماكداون       | 1             | تشيلسي غرين                          | 07:20   | 0             |
| 7          | أيفي نايل      | رو             | 3             | ماكسين دوبري                         | 16:29   | 1             |
| 8          | زوي ستارك      | رو             | 5             | بيانكا بلير و نايومي                 | 16:58   | 1             |
| 9          | لاش ليجيند     | NXT            | 8             | تشيلسي غرين                          | 17:22   | 0             |
| 10         | بيانكا بيلير   | سماكداون       | 23            | نايا جاكس                            | 49:17   | 1             |
| 11         | شاينا بازلر    | رو             | 6             | بايلي                                | 10:12   | 1             |
| 12         | بايلي          | رو             | 26            | نيكي بيلا                            | 46:59   | 1             |
| 13         | سونيا ديفيل    | رو             | 7             | أيو سكاي                             | 06:04   | 1             |
| 14         | ماكسين دوبري   | رو             | 4             | شاينا بازلر, سونيا ديفيل و زوي ستارك | 01:20   | 1             |
| 15         | نايومي         | سماكداون       | 22            | نايا جاكس                            | 38:04   | 1             |
| 16         | جايدا باركر    | NXT            | 10            | جوردن غريس                           | 06:54   | 0             |
| 17         | بيبر نيفين     | سماكداون       | 14            | شارلوت فلير                          | 24:10   | 1             |
| 18         | ناتاليا        | رو             | 11            | ليف مورغان                           | 17:14   | 0             |
| 19         | جوردن غريس     | غير مصنف       | 15            | جوليا                                | 22:41   | 1             |
| 20         | ميشين          | سماكداون       | 13            | شارلوت فلير                          | 16:59   | 0             |
| 21         | أليكسا بليس    | غير مصنف       | 12            | ليف مورغان                           | 11:01   | 0             |
| 22         | زيلينا فيغا    | سماكداون       | 16            | نايا جاكس                            | 18:04   | 0             |
| 23         | كانديس لاري    | سماكداون       | 17            | تريش ستراتس                          | 16:32   | 0             |
| 24         | ستيفاني ڤاكير  | NXT            | 20            | نايا جاكس                            | 19:02   | 0             |
| 25         | تريش ستراتس    | قاعة المشاهير  | 18            | نايا جاكس                            | 13:13   | 1             |
| 26         | راكيل رودريغيز | رو             | 19            | نايا جاكس                            | 15:02   | 0             |
| 27         | شارلوت فلير    | سماكداون       | —             | الفائزة                              | 15:04   | 4             |
| 28         | جوليا          | NXT            | 25            | روكسان بيريز                         | 10:08   | 1             |
| 29         | نايا جاكس      | سماكداون       | 28            | شارلوت فلير                          | 08:13   | 9             |
| 30         | نيكي بيلا      | قاعة المشاهير  | 27            | نايا جاكس                            | 03:04   | 1             |

### مشاركة وإقصاءات مباراة رويال رامبل للرجال
– رو
  – سماكداون
  – عضو قاعة المشاهير
  – TNA
  – دخول مشهور
  – غير مصنف
  – الفائز
| رقم الدخول | المشارك                  | علامة/الحالة | ترتيب الإقصاء | أقصي بواسطة             | الوقت | عدد الإقصاءات |
| ---------- | ------------------------ | ------------ | ------------- | ----------------------- | ----- | ------------- |
| 1          | ري ميستيريو              | رو (ق.م.)    | 6             | جايكوب فاتو             | 24:41 | 0             |
| 2          | بينتا                    | رو           | 14            | فين بالور               | 42:05 | 1             |
| 3          | تشاد غيبل                | رو           | 5             | جايكوب فاتو             | 21:38 | 0             |
| 4          | كارميلو هاييس            | سماكداون     | 1             | برون بريكر              | 06:59 | 0             |
| 5          | سانتوس إسكوبار           | سماكداون     | 2             | برون بريكر              | 05:42 | 0             |
| 6          | أوتيس                    | رو           | 3             | برون بريكر و أي شو سبيد | 09:43 | 1             |
| 7          | برون بريكر               | رو           | 12            | رومان رينز              | 22:26 | 3             |
| 8          | أي شو سبيد               | مشهور        | 4             | أوتيس                   | 00:56 | 1             |
| 9          | شيمس                     | رو           | 10            | رومان رينز              | 15:38 | 0             |
| 10         | جيمي أوسو                | سماكداون     | 13            | جايكوب فاتو             | 15:34 | 0             |
| 11         | آندرادي                  | سماكداون     | 7             | جايكوب فاتو             | 03:17 | 0             |
| 12         | جايكوب فاتو              | سماكداون     | 16            | برون سترومان            | 24:16 | 4             |
| 13         | لوديغ قيصر               | رو           | 8             | بينتا                   | 00:06 | 0             |
| 14         | ذا ميز                   | سماكداون     | 9             | رومان رينز              | 05:25 | 0             |
| 15         | جو هندري                 | TNA          | 11            | رومان رينز              | 03:35 | 0             |
| 16         | رومان رينز               | سماكداون     | 25            | سي إم بانك              | 37:15 | 4             |
| 17         | درو ماكنتاير             | رو           | 21            | داميان بريست            | 26:55 | 0             |
| 18         | فين بالور                | رو           | 18            | جون سينا و برون سترومان | 11:10 | 1             |
| 19         | شينسكي ناكامورا          | سماكداون     | 15            | جاي أوسو                | 03:17 | 0             |
| 20         | جاي أوسو                 | رو           | —             | الفائز                  | 36:59 | 3             |
| 21         | إيه جيه ستايلز           | سماكداون     | 24            | لوغان بول               | 21:02 | 1             |
| 22         | برون سترومان             | سماكداون     | 17            | جون سينا                | 02:12 | 2             |
| 23         | جون سينا                 | غير مصنف     | 29            | جاي أوسو                | 30:31 | 3             |
| 24         | سي إم بانك               | رو           | 27            | لوغان بول               | 18:46 | 2             |
| 25         | سيث "فريكين" رولينز      | رو           | 26            | سي إم بانك              | 17:14 | 0             |
| 26         | "ديرتي" دومينيك ميستيريو | رو           | 19            | داميان بريست            | 04:09 | 0             |
| 27         | سامي زين                 | رو           | 20            | جاي أوسو                | 05:22 | 0             |
| 28         | داميان بريست             | سماكداون     | 22            | إل إيه نايت             | 06:14 | 2             |
| 29         | إل إيه نايت              | سماكداون     | 23            | إيه جاي ستايلز          | 05:06 | 1             |
| 30         | لوغان بول                | رو           | 28            | جون سينا                | 11:19 | 2             |

## ملحوظات
1. ↑  حطمت إيو سكاي الرقم القياسي لطول مدة البقاء في الحلبة في مباراة رويال رامبل للنساء، والذي كانت تحمله سابقًا بايلي التي استمرت لمدة 1:03:03 في عام 2024. وقد حطمت هذا الرقم ليف مورغان ثم روكسان بيريز بعد أقل من دقيقة.
2. ↑  جاكس أفصت فيغا قبل أن تدخل المباراة رسمياً
3. ↑  أول إمرأة تفوز بمباراتين رويال رامبل.
4. ↑  دخل مكان أكيرا توزاوا بعد أن تعرض توزاوا للضرب بواسطة كارميلو هاييس أثناء دخوله.
5. ↑  أوتيس كان مقصي قانونياً عندما أقصا سبيد.